# Paolo Coni
Paolo Coni (Perugia, 1º agosto 1957) è un baritono italiano.

## Biografia
Studia presso il Conservatorio di Perugia e, dopo aver conseguito il diploma, prosegue gli studi privatamente col maestro Rodolfo Celletti. Nel 1983 debutta nel ruolo di Enrico nella Lucia di Lammermoor, e negli anni successivi interpreta Donizetti, Rossini e Mozart (Don Giovanni e Le nozze di Figaro).
Nell'ottobre 1984 è il pascià Seid ne Il corsaro (Verdi) con Mario Malagnini al Teatro Donizetti di Bergamo.
Nel 1986 a Bergamo è Figaro ne Le nozze di Figaro con Natale De Carolis ed al Teatro Comunale di Bologna Giorgio Germont ne La traviata diretto da Riccardo Chailly con Fiamma Izzo ed Anna Caterina Antonacci.
A partire dal 1986 affronta l'impegnativo repertorio verdiano (I vespri siciliani, Un ballo in maschera, Attila, Don Carlo), pur non abbandonando i grandi autori romantici italiani dell'800: Donizetti (La favorita, L'elisir d'amore, Roberto Devereux) e Bellini (I puritani). Nella seconda metà degli anni Ottanta si cimenta con successo in due ruoli pucciniani: Lescaut (Manon Lescaut) e Marcello (La bohème).
Nel 1987 al Teatro Regio di Parma è Volmar in Alina, regina di Golconda di Donizetti con Daniela Dessì e Rockwell Blake.
Impostosi come uno fra i più quotati baritoni italiani fin dalla metà degli anni ottanta, Coni consoliderà la sua fama nel decennio successivo, calcando le scene dei principali teatri d'opera europei e americani: La Scala di Milano, La Fenice di Venezia, il San Carlo di Napoli, il Covent Garden di Londra, L'Opéra di Parigi, il Metropolitan di New York ecc. 
Nel 1988 alla Scala è Marcello nella prima di La bohème con Antonio Salvadori e Giorgio Surian e Paolo Albiani in Simon Boccanegra in concerto diretto da Georg Solti con Margaret Price, Leo Nucci, Carlo Colombara e Paata Burchuladze ed a Venezia Alfonso XI ne La favorita con Shirley Verrett, Pietro Ballo e Roberto Scandiuzzi.
Ha lavorato con alcuni fra i più importanti direttori d'orchestra contemporanei, fra cui Riccardo Muti e Solti, con i quali ha effettuato anche importanti incisioni.
Dal 2007 al 2009 è direttore artistico e docente principale del Concorso internazionale & Stage per giovani cantanti lirici Città di Bologna, presso il Teatro Alessandro Guardassoni di Bologna

## Caratteristiche vocali
Paolo Coni è un baritono dall'estensione non eccezionale, ma possiede una voce ricca di chiaroscuri e di sfumature. È sempre stato particolarmente richiesto nel repertorio italiano dell'Ottocento (Donizetti e Verdi in particolare) e in quello pucciniano (apprezzatissimo interprete di Lescaut). Il cantante esegue con minore frequenza opere del repertorio verista (Pietro Mascagni, Ruggero Leoncavallo, Umberto Giordano) e di quello contemporaneo. Ha interpretato con successo il ruolo di Nick Shadow in The Rake's Progress (La carriera di un libertino) composta da Stravinskij e quello di Urbain Grandier ne I diavoli di Loudun (Diabły z Loudun) di Penderecki.

## Repertorio
- Vincenzo Bellini
  - Il pirata (Ernesto, duca di Caldora)
  - I puritani (Sir Riccardo Forth)
- Gaetano Donizetti
  - Alina, regina di Golconda (Volmar)
  - L'assedio di Calais (Eustachio de Saint-Pierre)
  - L'elisir d'amore (Belcore)
  - La favorita (Alfonso IX, re di Castiglia)
  - Lucia di Lammermoor (Enrico Ashton)
  - Maria di Rohan (Enrico, duca di Chevreuse)
  - Roberto Devereux (Il duca di Nottingham)
  - Torquato Tasso (duca Alfonso d'Este)
- Alberto Franchetti
  - Cristoforo Colombo
- Umberto Giordano
  - Madame Sans-Gêne (Bonaparte)
- Jules Massenet
  - Manon (Lescaut)
- Claudio Monteverdi
  - L'Orfeo (Caronte)
- Wolfgang Amadeus Mozart
  - Don Giovanni (Don Giovanni)
  - Le nozze di Figaro (Conte)
- Krzysztof Penderecki
  - I diavoli di Loudun (Urbain Grandier)
- Giacomo Puccini
  - La bohème (Marcello)
  - Madama Butterfly (Sharpless)
  - Manon Lescaut (Lescaut)
  - La rondine (Rambaldo)
- Gioachino Rossini
  - Il barbiere di Siviglia (Figaro)
- Igor' Fëdorovič Stravinskij
  - La carriera di un libertino (Nick Shadow)
- Marco Taralli
  - La maschera di Punkitititi (Volfango)
- Pëtr Il'ič Čajkovskij
  - Eugenio Onieghin (Onieghin)
- Giuseppe Verdi
  - Attila (Ezio)
  - Un ballo in maschera (Renato)
  - Il corsaro (Seid)
  - Don Carlos (Rodrigo, marchese di Posa)
  - I due Foscari (Francesco Foscari, doge di Venezia)
  - Ernani (Carlo, re di Spagna)
  - Falstaff (Falstaff, Ford)
  - La forza del destino (Don Carlos)
  - Un giorno di regno (Il cavaliere di Belfiore)
  - Luisa Miller (Miller)
  - Macbeth (Macbeth)
  - Nabucco (Nabucodonosor)
  - Otello (Jago)
  - Rigoletto (Rigoletto)
  - Simon Boccanegra (Simone, Paolo Albiani)
  - La traviata (Giorgio Germont)
  - Il trovatore (Il conte di Luna)
  - I vespri siciliani (Guy de Montfort)

## Discografia selettiva
Paolo Coni ha inciso diverse opere liriche con alcuni fra i più importanti direttori d'orchestra e cantanti lirici del suo tempo. Fra le molte registrazioni ricordiamo:
- Manon Lescaut di Giacomo Puccini; Riccardo Chailly (direttore); Orchestra e coro del Teatro comunale di Bologna; Kiri Te Kanawa, José Carreras, Italo Tajo, William Matteuzzi, Margherita Zimmermann - 1987, Decca Records
- Pagliacci di Ruggero Leoncavallo; Riccardo Muti (direttore); Orchestra e coro della Westminster Symphonic Orchestra di Philadelphia; Luciano Pavarotti, Daniela Dessì, Juan Pons, Ernesto Gavazzi - registrazione dal vivo, 1992, Philips
- La traviata di Giuseppe Verdi; Riccardo Muti (direttore); Coro e orchestra del Teatro alla Scala di Milano; Tiziana Fabbricini, Roberto Alagna; - 1992 SONY anche DVD
- Simon Boccanegra di Giuseppe Verdi; Georg Solti (direttore); Coro e orchestra del Teatro alla Scala di Milano; Leo Nucci, Kiri Te Kanawa Paata Burchuladze, Jaume Aragall - 1992 Decca Records
- Don Carlo di Giuseppe Verdi; Riccardo Muti (direttore); Coro e orchestra del Teatro alla Scala di Milano; Luciano Pavarotti, Daniela Dessì Samuel Ramey, Alexander Anisimov - registrazione dal vivo, 1992 EMI anche DVD
- Falstaff di Giuseppe Verdi; Georg Solti (direttore); Coro di Radio Berlino e Orchestra filarmonica di Berlino; José van Dam, Luca Canonici, Luciana Serra, Elisabeth Norberg-Schulz - 1992 Decca Records